# Basakin
Basakin (ros. Басакин) – osiedle w Rosji, w obwodzie wołgogradzkim, w rejonie czernyszkowskim. W 2010 liczyło 1041 mieszkańców.